# Le Pays lorrain
Le Pays lorrain est une revue régionale sur la Lorraine.

## Historique
La revue a été fondée en 1904 par Charles Sadoul qu'il dirige jusqu'à sa mort, le 15 décembre 1930. La direction est reprise en 1931 par son frère, Louis Sadoul (1870–1937) et Pierre Marot. La publication s'arrête en juillet 1939.
La publication reprend en 1951 sous la direction de Pierre Marot par la Société d'histoire de la Lorraine et du Musée lorrain à laquelle elle était liée depuis sa création. Elle en devient le journal officiel, remplaçant le Journal historique de la Lorraine.
Paraissant trimestriellement, elle s'intéresse à l'archéologie, l'histoire, les traditions populaires, la vie artistique et culturelle de la région.
En 2020, la revue, publiée en 4 numéros, comporte 394 pages ; soit 25 articles auxquels s'ajoutent divers chroniques et contributions (vie de la Société, publications récentes, journée d'études doctorales, commission du Patrimoine, etc.)
Pierre Marot, Jacques Choux et René Taveneaux en ont été directeurs.

## Collaborateurs
- Aimé Uriot (1852–1923), peintre et dessinateur.
- Pierre Braun (1881–1922), historien qui y publie jusqu'à sa mort.
- Germaine Chénin-Moselly (1902–1950), artiste graveur, qui y publia dès 1921.